# Menipea marionensis
Menipea marionensis är en mossdjursart som beskrevs av Busk 1884. Menipea marionensis ingår i släktet Menipea och familjen Candidae. Inga underarter finns listade i Catalogue of Life.